# 賈布里德王朝
賈布里德王朝（阿拉伯語：الدولة الجبرية、拉丁化：Jabrids）是15世紀至16世紀統治阿拉伯東部的一個貝都因人王朝。創立者是巴努阿米爾（Banu 'Amir）部族分支歐蓋伊勒（Uqayl）部族的後裔。
在1507年逝世的阿傑瓦德·伊本·扎米爾（Ajwad ibn Zamil）王朝最著名的統治者。他的長兄在15世紀初於蓋提夫殺害了賈爾萬王朝最後一位統治者，建立了王朝。賈布里德王朝極盛之時可控制整個阿拉伯海岸，包括巴林群島，不時遠征阿拉伯中部及阿曼。當代學者形容阿傑瓦德·伊本·扎米爾是「哈薩和蓋提夫國王、內志人民的領導人」。在他逝世後，王朝被他的後裔瓜分，當中穆克林·伊本·扎米爾（Muqrin ibn Zamil）佔據哈薩、蓋提夫及巴林。1521年，穆克林捲入了與葡萄牙征服者的戰爭裡。
在受到巴士拉的蒙塔菲克（Muntafiq）部落和土耳其人入侵後，賈布里德王朝迅速衰落。賈布里德王朝的一個分支仍在阿曼活躍了近三個世紀。一些人認為賈布里德王朝的餘黨竄往伊拉克，另一些人則認為他們與後來掌管該地區的巴尼哈立德（Bani Khalid）部落聯盟同源。

## 註腳
1. ↑  Al-Juhany 2002，第53頁